# Willughbeia ovatifolia
Willughbeia ovatifolia är en oleanderväxtart som beskrevs av Elmer Drew Merrill. Willughbeia ovatifolia ingår i släktet Willughbeia och familjen oleanderväxter. Inga underarter finns listade i Catalogue of Life.